# Lugagnan
Lugagnan település Franciaországban, Hautes-Pyrénées megyében. Lakosainak száma 163 fő (2022. január 1.). Lugagnan Aspin-en-Lavedan, Ger, Lourdes, Saint-Créac és Viger községekkel határos.

## Népesség
A település népességének változása:
| Lakosok száma | 153  | 144  | 143  | 136  | 133  | 135  | 143  | 153  | 163  |
|               | 2013 | 2015 | 2016 | 2017 | 2018 | 2019 | 2020 | 2021 | 2022 |